# Autostrada A7 (Niemcy)
Autostrada A7 (niem. Bundesautobahn 7 (BAB 7), także Autobahn 7 (A7)) – autostrada federalna w Niemczech przebiegająca przez cały kraj na osi północ-południe, od granicy z Danią do granicy z Austrią.
A7 to najdłuższa autostrada w Niemczech a jej długość wynosi 963 km.
Budowę zakończono 1 września 2009 roku.

## Trasy europejskie
Autostrada stanowi fragment przebiegu czterech tras europejskich – E40, E43, E45 i E532. W czasach Niemiec Zachodnich arteria była częścią trzech dróg międzynarodowych – E3, E4 i E70.

### Współczesne
| Trasa europejska | Przebieg                                             |
| ---------------- | ---------------------------------------------------- |
| E40              | Kirchheimer Dreieck (86) – Hattenbacher Dreieck (88) |
| E43              | Kreuz Biebelried (102) – Kreuz Memmingen (128)       |
| E45              | granica z Danią – Kreuz Biebelried (102)             |
| E532             | Kreuz Memmingen (128) – granica z Austrią            |

### Historyczne
| Trasa europejska | Przebieg                                 |
| ---------------- | ---------------------------------------- |
| E3               | Flensburg (D-DK) – Hamburg               |
| E4               | Hamburg – Hannover – Kassel – Niederaula |
| E70              | Niederaula – Würzburg                    |

## Ważniejsze miasta przy A7

A7 w Hamburgu

### Szlezwik-Holsztyn
- ↑ (Padborg, Koldynga)
- Flensburg
- Kilonia (Kiel)

### Hamburg
- Hamburg

### Dolna Saksonia
- Soltau
- Hanower (Hannover)
- Hildesheim
- Getynga (Göttingen)

### Hesja
- Kassel
- Fulda

### Badenia-Wirtembergia
- Ulm

### Bawaria
- Würzburg
- Memmingen
- Kempten
- Füssen

Dalej przekracza się granicę z Austrią.